# Nainital (distrikt)
Nainital är ett distrikt i den indiska delstaten Uttarakhand, omfattande de lägre delarna av Himalaya och de nedanför liggande terai. Den administrativa huvudorten är staden Nainital. Distriktets befolkning uppgick till cirka 760 000 invånare vid folkräkningen 2001. 

## Administrativ indelning
Distriktet är indelat i fyra tehsil, en kommunliknande administrativ enhet:
- Dhari
- Haldwani
- Kosya Kutauli
- Nainital

## Historia
Distriktet var i Brittiska Indien organiserat i Förenade provinserna Agra och Oudh, divisionen Kumaun. Vid folkräkningen 1901 täckte området 6 933 km² och hade 311 237 invånare. Staden Nainital var garnisonsort för Brittisk-indiska armén.

## Urbanisering
Distriktets urbaniseringsgrad uppgick till 35,27 % vid folkräkningen 2001. Den administrativa huvudorten är Nainital, medan den största staden är Haldwani-cum-Kathgodam. Ytterligare sex samhällen har urban status:
- Bhimtal, Bhowali, Kaladhungi, Lalkuan, Nainitals garnisonsstad, Ramnagar